# Rijksmuseum (Amsterdam)
Il Rijksmuseum Amsterdam (Museo Statale di Amsterdam), spesso chiamato semplicemente Rijksmuseum, è un museo che si trova in Stadhouderskade, 42 ad Amsterdam nei Paesi Bassi.
Il museo possiede la più grande collezione di dipinti del Secolo d'oro olandese (1584-1702) e una considerevole collezione di arte asiatica.

## Storia

### Fondazione

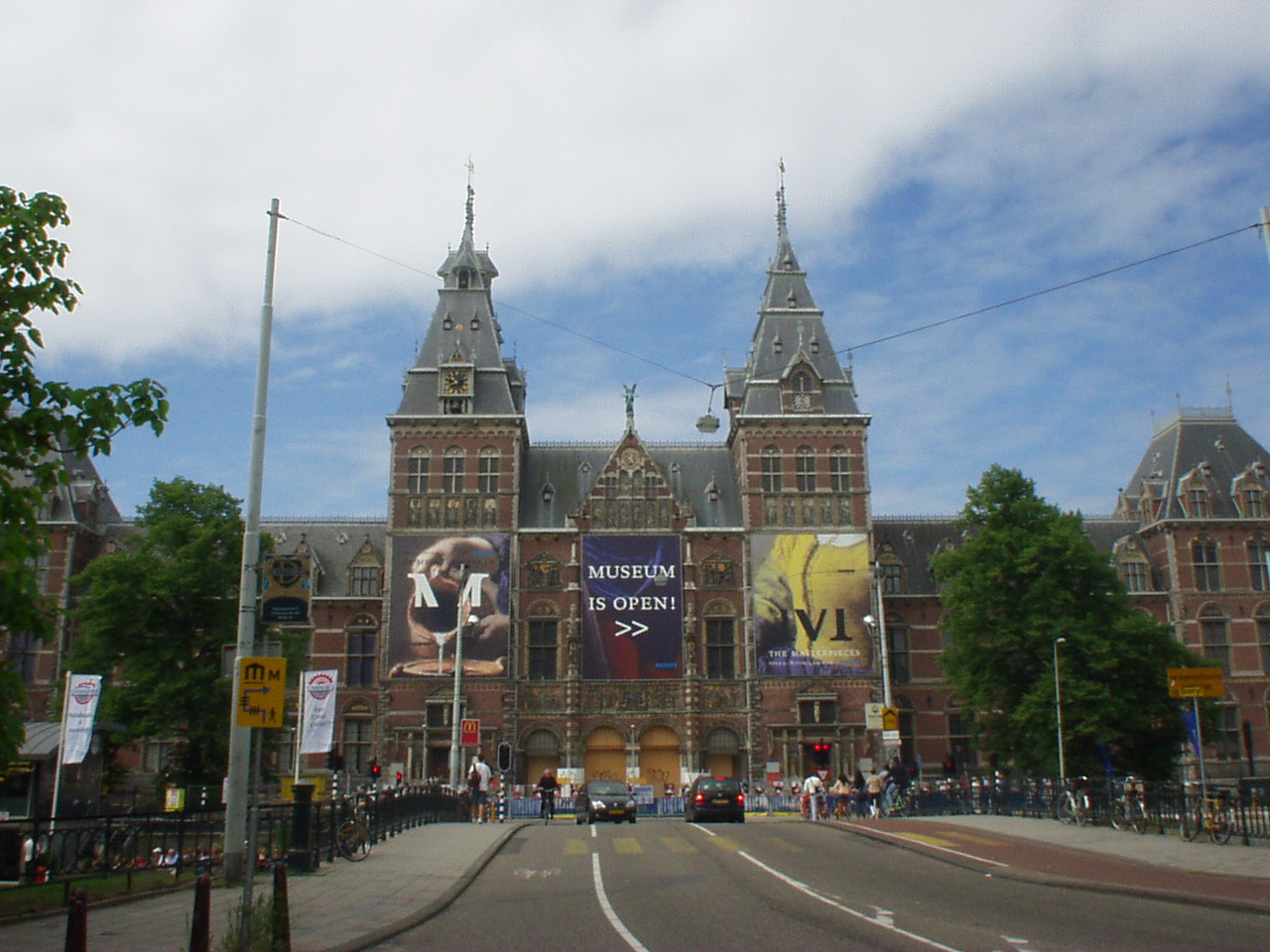
Ingresso del museo, durante la ristrutturazione del 2005

Il museo fu fondato nel 1800 a L'Aia, per esporre le collezioni degli statolder olandesi, ed era noto come Galleria Nazionale d'Arte (in olandese: Nationale Kunst-Gallerij). Nel 1808 il museo fu trasferito per volere di Luigi Bonaparte (il fratello minore di Napoleone, allora Re d'Olanda) ad Amsterdam nel vecchio municipio divenuto il nuovo Palazzo Reale e i dipinti di proprietà della città, ad esempio la Ronda di notte di Rembrandt, divennero parte della collezione; tuttavia le opere erano allora esposte in tre sole sale. Con  il nuovo Regno Unito dei Paesi Bassi il museo ebbe il nuovo nome e la collezione fu spostata nel febbraio 1817 nella Trippenhuis affinché avesse una propria sede e maggiore spazio.

### L'edificio di Cuypers

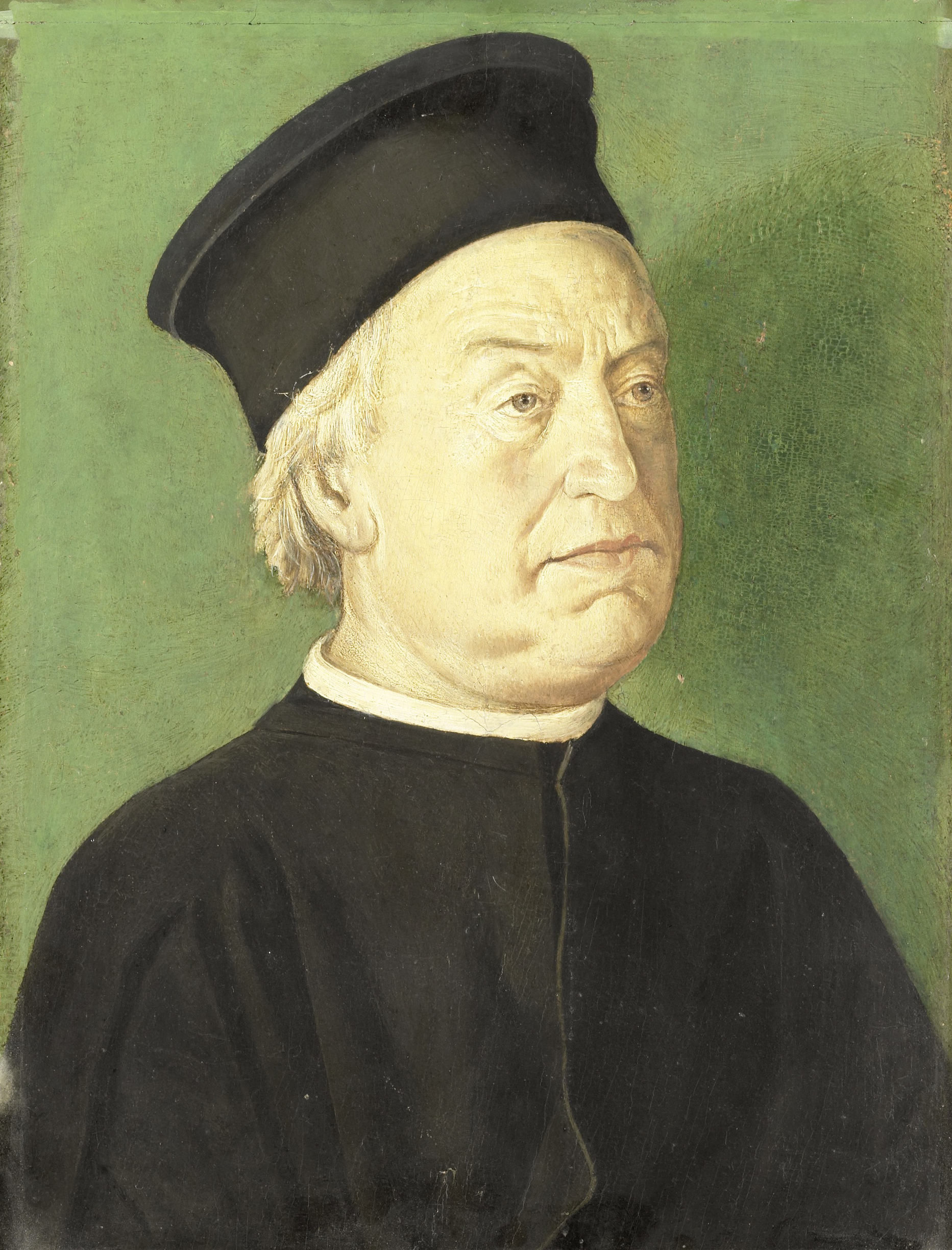
Melozzo da Forlì (maniera), Ritratto di uomo

Nel 1863 fu indetta una gara per progettare una nuova sede per il Rijksmuseum, ma nessuna delle proposte fu ritenuta sufficientemente di qualità. Nel 1876 si svolse una nuova competizione, vinta da Pierre Cuypers, con un progetto che combinava elementi gotici e rinascimentali. Anche le decorazioni furono oggetto di una gara vinta da Bart van Hove e Jean Francois Vermeylen per le sculture, da Georg Sturm per le mattonelle e i dipinti e da William Francis Dixon per le vetrate. Sia l'interno che l'esterno dell'edificio era riccamente decorato con chiari riferimenti alla storia dell'arte olandese. 
La costruzione dell'edificio ebbe inizio il 1 ottobre 1876 e il museo venne aperto il 13 luglio 1885.

### Rimaneggiamenti successivi del museo

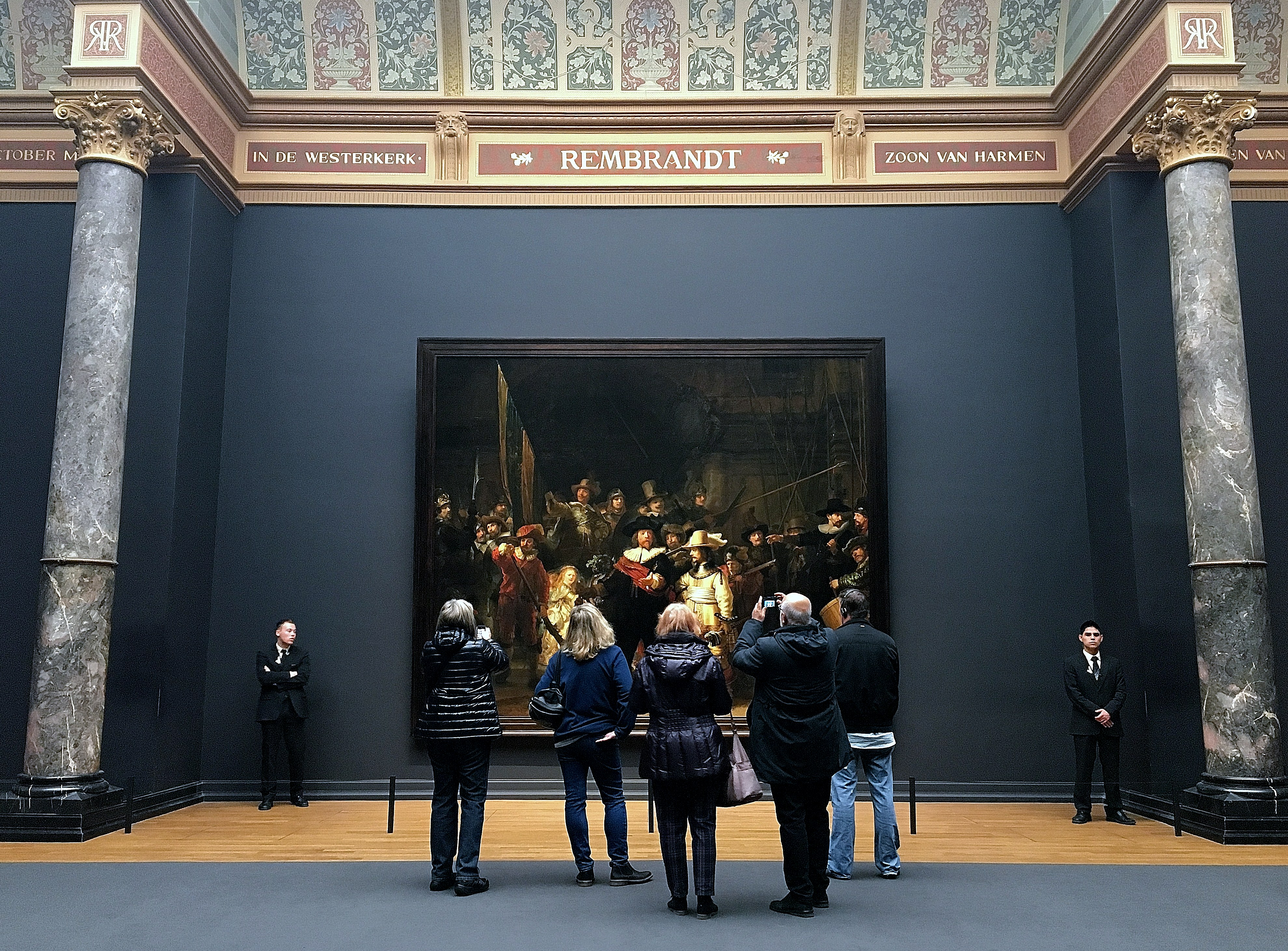
La Ronda di notte di Rembrandt nell'ala Philips

Nel 1890 fu aggiunto al museo un edificio costruito con i resti di alcuni edifici demoliti, in modo da dare uno sguardo complessivo sull'architettura olandese. Nel 1906 fu ricostruita la sala che ospita la Ronda di notte. Gli interni subirono maggiori cambiamenti: tra gli anni venti e gli anni cinquanta la maggior parte delle pareti variopinte fu ridipinta e negli anni sessanta furono costruite alcune sale da esposizione e dei pavimenti all'interno dei due cortili. L'edificio ha subito alcuni minori rimaneggiamenti e restauri nel 1984, 1995-96 e 2000.
Dal 2003 il Rijksmuseum fu ristrutturato e rinnovato basandosi sui progetti degli architetti spagnoli Antonio Cruz e Antonio Ortiz. La maggior parte delle vecchie decorazioni fu restaurata e i pavimenti nei cortili furono rimossi. Durante questi lavori rimasero esposti solo alcuni dipinti della collezione permanente, in un'esposizione intitolata I capolavori, nell'edificio costruito con i frammenti dei palazzi demoliti, chiamato Ala Philips. Il Rijksmuseum ristrutturato è stato inaugurato nel 2013.

## Biblioteca
All'interno del Rijksmuseum si trova la più ampia biblioteca pubblica che tratti di storia dell'arte nei Paesi Bassi.

## Opere principali
Il museo comprende opere di Jan Steen, Rembrandt Harmenszoon Van Rijn, Jacob Van Ruisdael, Jan Vermeer, Frans Hals, Hercules Sanders e altri.
Adriaen van de Venne
- Pesca delle anime

Barthélemy d'Eyck
- Natura morta, dal Trittico dell'Annunciazione

Cima da Conegliano
- Madonna col Bambino

Carlo Crivelli
- Santa Maria Maddalena, 1476 circa

Geertgen tot Sint Jans
- Adorazione dei Magi, 1480–1485 circa
- Sacra Parentela, 1495 circa
- Albero di Jesse, 1500 circa

Carlo Ceresa
- Ritratto di Bernardo Gritti, 1646 circa

Frans Hals
- Ritratto di coppia, 1622 circa
- La magra compagnia, 1633-1637 (con Pieter Codde)

Rembrandt
- La ronda di notte
- I sindaci dei drappieri
- La sposa ebrea

La Ronda di notte (1642)

- Lezione di anatomia del dottor Deijman
- Concerto di musici in costume
- Geremia lamenta la distruzione di Gerusalemme
- Bambina con pavoni morti
- Negazione di Pietro
- Titus in veste di san Francesco

Johannes Vermeer
- Lattaia
- La lettera d'amore

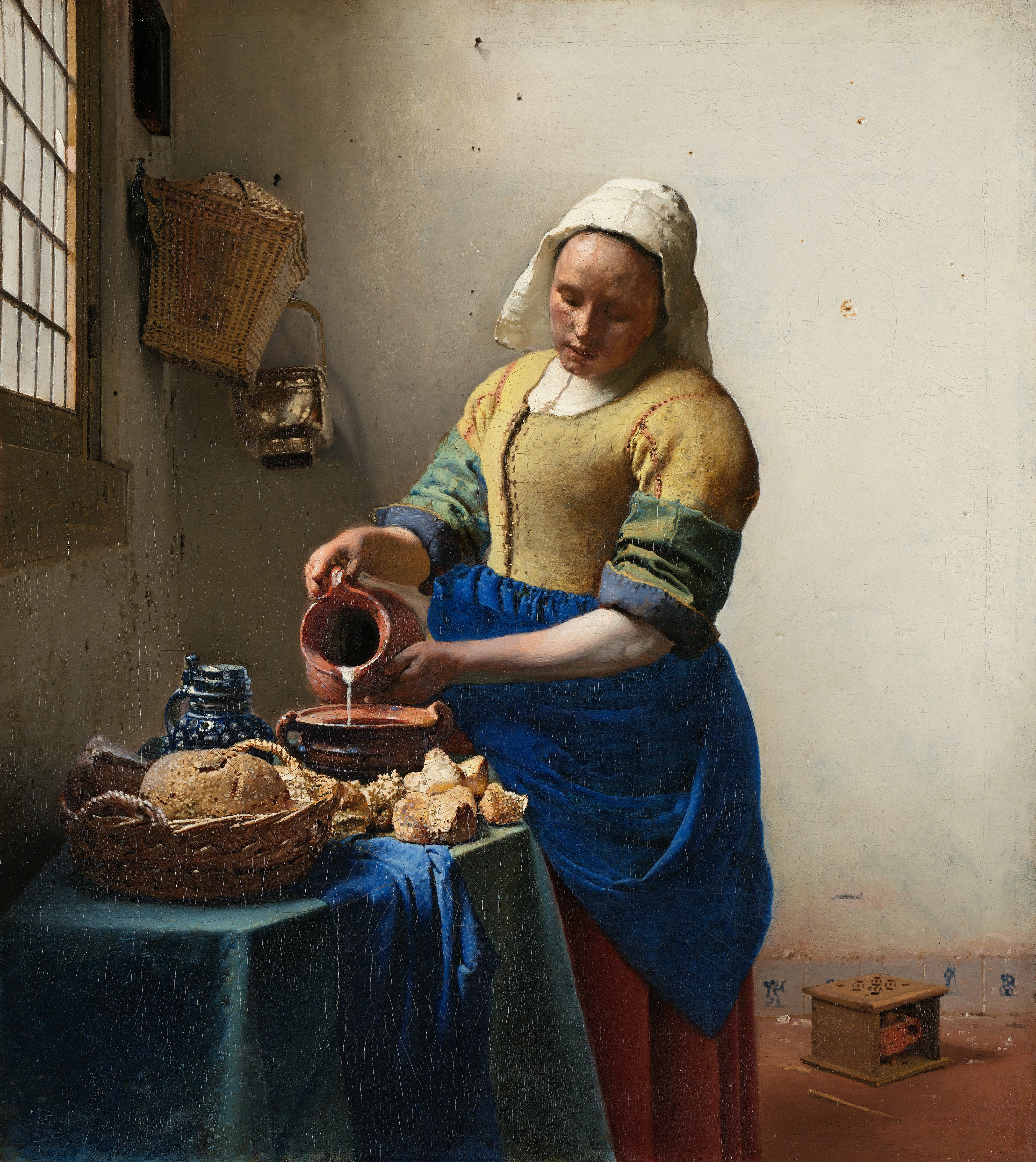
Lattaia (1658-1660)

- Donna in azzurro che legge una lettera
- Stradina di Delft

Willem Buytewech
- Corteggiamento gentile, 1618 circa